# خزان مياه الأمطار
خزان مياه الأمطار هو خزان مياه يستخدم لجمع وتخزين مياه الأمطار، عادة يتم جمعها من سطح المنازل عن طريق أنابيب.
مكن استخدام المياه المخزنة لري الحدائق، والزراعة، وغسل المراحيض، والغسالات، وغسيل السيارات، وأيضًا للشرب، خاصةً عندما تكون إمدادات المياه الأخرى غير متوفرة، أو باهظة الثمن(سعرها غالٍ)، أو ذات نوعية سيئة، وعندما يتم الحرص بشكل كافٍ على أن المياه غير ملوث ويتم تصفيته بشكل مناسب.